# Азизов, Алишер
Алишер Азизов (14 февраля 1990) — узбекский футболист, нападающий бангладешского клуба «Шейх Руссел».

## Биография

### Клубная карьера
С 17-летнего возраста выступал в высшей лиге Узбекистана за ташкентский «Пахтакор», однако не был твёрдым игроком основного состава. Наиболее удачным сезоном для футболиста был 2010 год, когда он сыграл в чемпионате 15 матчей и забил 5 голов. За время выступлений в столичной команде становился чемпионом и призёром чемпионата Узбекистана, участвовал в матчах азиатских клубных турниров. Последний матч за «Пахтакор» сыграл в 2012 году, затем несколько раз отдавался в аренду в клубы высшего дивизиона Узбекистана.
В 2015 году в составе клуба «Обод» стал победителем первой лиги и лучшим бомбардиром турнира с 26 голами. На следующий год, выступая в высшем дивизионе, в 13 матчах не сумел отличиться ни разу.
В 2017 году перешёл в киргизский «Дордой», с которым стал бронзовым призёром чемпионата страны и обладателем Кубка Кыргызстана. В споре бомбардиров чемпионата занял второе место с 10 голами, также забил 5 голов в матчах Кубка АФК.
В первой половине 2018 года играл за оманский «Аль-Салам», а во второй половине — в Кыргызстане за «Алгу». В конце 2018 года перешёл в бангладешский клуб «Шейх Руссел», в котором в первом же матче чемпионата Бангладеш отличился голом, принеся своей команде победу над клубом «Арамбаг».

### Карьера в сборной
Выступал за сборные Узбекистана младших возрастов. В составе олимпийской сборной участвовал в Азиатских играх 2010 года, выходил на поле в трёх матчах.